# Zeitbrücke-Museum
Het Zeitbrücke-Museum is een museum in Gars am Kamp in Neder-Oostenrijk. Het is een streekmuseum dat daarnaast permanente exposities toont over de componist Franz von Suppé, vierhonderd jaar handel en 5000 jaar nederzettingen in de omgeving. Er zijn ook wisselende exposities te zien.

## Geschiedenis

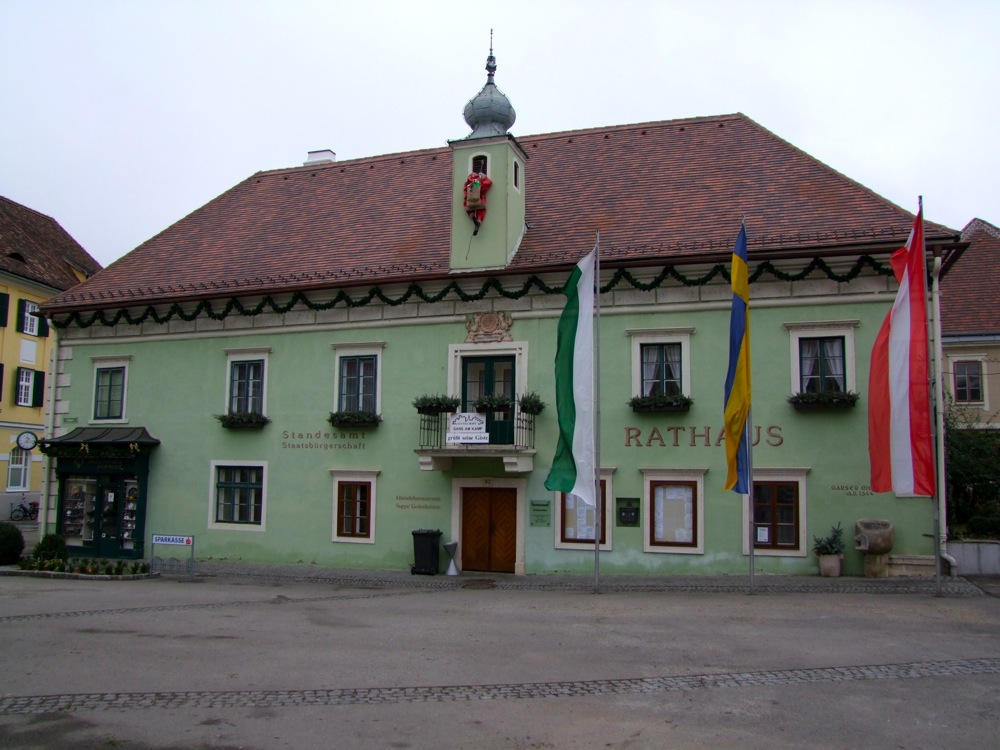
Het raadhuis van Gars en enkele malen de vestiging

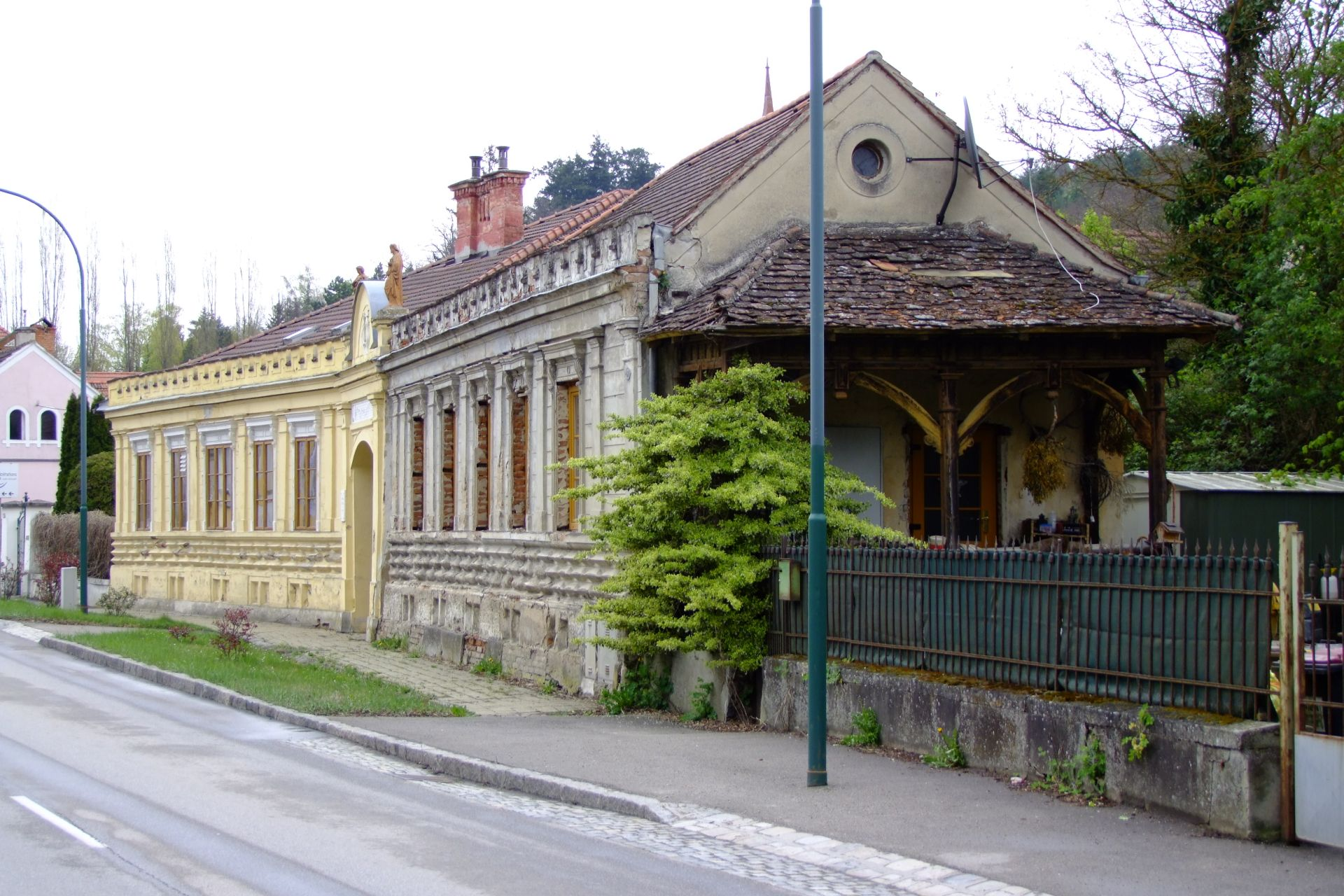
Voormalig woonhuis van Von Suppé aan de Kremserstraße

In 1898 was er al een klein museum gevestigd in het raadhuis dat olieverfschilderijen, voorwerpen uit het beroepsgilde en documenten toonde. De componist Franz von Suppé (1819-1895) had hier zijn zomerverblijf gehad en zijn weduwe wilde hier na zijn dood een museum over hem oprichten. Door de omstandigheden liet hij echter maar enkele stukken achter in Gars. De expositie in het raadhuis werd in de loop van de jaren telkens weer onderbroken, met onder meer een herstart in 1949.
In 1971 werd opnieuw een herstart gemaakt en op initiatief van hoogleraar Hans Heppenheimer werden meubelstukken aangekocht die van de componist zijn geweest. In 1972 werd de bestaande collectie en de nieuwe stukken ondergebracht in de voormalige woning van Von Suppé aan de Kremserstraße. De expositie van het heemkundige museum vond plaats in het Tauchnerhaus aan de Hauptplatz 4, terwijl gebruik werd gemaakt van het depot in het raadhuis. In 1974 werd het heemkundig museum opgericht met daarin de collectie die aan Von Suppé is gewijd.
In 1979 werd het museum verplaatst naar de eerste verdieping in de Kollergasse, waar het een jaar later werd geopend. Eveneens in 1979 werd in een leegstaande school er tegenover de expositie 5000 jaar nederzetting in Thunau gehouden, met stukken die sinds 1965 in de omgeving waren opgegraven. In 1985 werd een tentoonstelling Handel im Wandel gehouden, waarmee werd teruggeblikt naar het 400-jarige handelsjubileum en het 250-jarig bestaan van de firma Kiennast. Net als de Thunau-expositie kreeg ook deze handelsexpositie een permanent karakter, namelijk vanaf 1989 in het raadhuis.
In 1990 werd de Thunau-expositie opgeheven en werd er voor de collectie van Von Suppé een nieuwe plaats gezocht. Hier werd in 1995 plaats voor gemaakt in het raadhuis. Terwijl dat jaar aan zijn honderdste overlijdensjaar werd herinnerd, bleven veel stukken in het depot staan door plaatsgebrek.
In 2002 verhuisde de collectie van Von Suppé naar het Zeitbrücke-Museum in de Kollergasse. Hier werd in 2006 ook het handelsmuseum naartoe gebracht. Ook is daar de documentatie te zien van de opgravingen in de omgeving.